# گوریلد مائوست
گوریلد مائوست (انگلیسی: Gørild Mauseth؛ زادهٔ ۲۴ آوریل ۱۹۷۲) بازیگر اهل نروژ است.
از فیلم‌هایی که وی در آن‌ها نقش داشته‌است، می‌توان به وقتی شب به درازا می‌کشد اشاره نمود.
وی همچنین برندهٔ جوایزی همچون جایزه آماندا شده‌است.